# Medalha de Ouro Symons
A Medalha de Ouro Symons (em inglês:  Symons Gold Medal) é concedida bianualmente pela Royal Meteorological Society por trabalho de distinção na área da ciência meteorológica.
Foi estabelecida em 1901 em memória de George James Symons, notável meteorologista britânico.

## Recipientes
Fonte (1978-2014): Royal Metereological Society
- 1902 Alexander Buchan[2]
- 1904 Julius von Hann[3]
- 1906 Sir Richard Strachey[4]
- 1908 Léon Teisserenc de Bort
- 1910 William Napier Shaw[5]
- 1912 Cleveland Abbe[6]
- 1914 William Henry Dines[7]
- 1916 ?
- 1918 Hugh Robert Mill
- 1920 Hugo Hildebrand Hildebrandsson
- 1922 Henry George Lyons[8]
- 1924 Takematsu Okada[9]
- 1926 Ernest Gold[10]
- 1928 Hugo Hergesell[11]
- 1930 George Simpson[12]
- 1932 Vilhelm Bjerknes[13]
- 1934 Gilbert Walker[14]
- 1936 Wilhelm Matthäus Schmidt[15]
- 1938 Gordon Dobson
- 1940 Jacob Bjerknes[16]
- 1942 ?
- 1944 Charles W. B. Normand[17]
- 1947 David Brunt
- 1949 Tor Bergeron[18]
- 1951 Geoffrey Ingram Taylor[19]
- 1953 Carl-Gustaf Rossby[20]
- 1955 Reginald Sutcliffe[21]
- 1957 Erik Palmén
- 1959 Sir Oliver Graham Sutton[22]
- 1961 Jule Gregory Charney[23]
- 1963 Percival Albert Sheppard[24]
- 1965 Sydney Chapman[25]
- 1967 Charles Henry Brian Priestley[26]
- 1969 Sverre Petterssen
- 1971 John Sawyer[27]
- 1973 Edward Lorenz[28]
- 1975 Sir Basil John Mason
- 1976 Kirill Yakovlevitch Kondratyev[29]
- 1978 Frank H. Ludlam
- 1980 Joseph Smagorinsky
- 1982 Frank Pasquill
- 1984 Christian E. Junge
- 1986 Hubert Lamb
- 1988 David Atlas
- 1990 John Houghton
- 1992 Douglas Lilly[30]
- 1994 John Monteith
- 1996 Klaus Hasselmann
- 1998 Philip Drazin
- 2000 Keith Browning
- 2002 Raymond Hide
- 2004 John S. A. Green
- 2006 Sir Brian Hoskins
- 2008 Adrian J. Simmons
- 2010 John F.B. Mitchell
- 2012 Timothy Barnett
- 2014 Robert A. Houze
- 2016 John Michael Wallace[31]
- 2018 Clive D. Rodgers[32]